# Transition (album Steve’a Lukathera)
Transition – album amerykańskiego muzyka i wokalisty Steve'a Lukathera. Wydawnictwo ukazało się 21 stycznia 2013 roku nakładem wytwórni muzycznej Mascot Records. Nagrania zostały zarejestrowane w Steakhouse Studios, North Hollywood i The Treehouse, North Hollywood pomiędzy grudniem 2011, a wrześniem 2012 roku.
Album dotarł do 18. miejsca listy Billboard Heatseekers Albums w Stanach Zjednoczonych.

## Lista utworów
Opracowano na podstawie materiału źródłowego.
1. "Judgement Day" (Steve Lukather, C. J. Vanston) – 7:17
2. "Creep Motel" (Steve Lukather, C. J. Vanston, Fee Waybill) – 5:46
3. "Once Again" (Steve Lukather, C. J. Vanston) – 4:57
4. "Right the Wrong" (Steve Lukather, C. J. Vanston, Trev Lukather) – 6:20
5. "Transition" (Steve Lukather, C. J. Vanston, Steve Weingart) – 5:32
6. "Last Man Standing" (Steve Lukather, Randy Goodrum) – 5:21
7. "Do I Stand Alone" (Steve Lukather, C. J. Vanston) – 4:10
8. "Rest of the World" (Jack Raines, C. J. Vanston) – 4:01
9. "Smile" (Charlie Chaplin, arr. by Lukather, Weingart, Vanston) (Instrumental) – 2:30

## Wydania
| Rok  | Nr katalogowy | Format         | Wytwórnia płytowa | Region            | Źródło |
| ---- | ------------- | -------------- | ----------------- | ----------------- | ------ |
| 2015 | M 7400 5      | CD, Album, Dig | Mascot Records    | Europa            | [ 3 ]  |
| 2015 | M 7400 1      | LP             | Mascot Records    | Europa            | [ 3 ]  |
| 2015 | M 7400 2      | CD, Album      | Mascot Records    | Europa            | [ 3 ]  |
| 2015 | M 7400 2 US   | CD, Album      | Mascot Records    | Stany Zjednoczone | [ 3 ]  |
| 2015 | M 7400 1      | LP, Album      | Mascot Records    | Stany Zjednoczone | [ 3 ]  |

## Listy sprzedaży
| Lista                        | Kraj              | Pozycja |
| ---------------------------- | ----------------- | ------- |
| Billboard Heatseekers Albums | Stany Zjednoczone | 18      |
| MegaCharts                   | Holandia          | 26      |
| Sverigetopplistan            | Szwecja           | 22      |
| Oricon                       | Japonia           | 94      |